# Torre de guaita de Sant Cristòfol (Culla)
La Torre de guaita de Sant Crtistòfol a Culla, a la comarca de l'Alt Maestrat, és una torre militar de guaita i defensa de l'interior, que forma part de la fortalesa de Culla, que està catalogada com Bé d'Interès Cultural.
La Torre guaita de Sant Crtistòfol és a la muntanya de Sant Cristòfol al terme municipal de Culla, edificada molt a prop, pràcticament al costat de l'Ermita de Sant Cristòfol de Culla.

## Història
Culla és una població de remots orígens que arriben a èpoques prehistòriques, la qual cosa queda palesa en les restes arqueològiques i a les pintures rupestres que es van descobrir en la demarcació.
Fins al segle xiii, amb la conquesta dels territoris per les tropes del rei Jaume I d'Aragó, Culla va estar sota el domini àrab. A 1233 va ser reconquerida per Balasc d'Alagó, rebent la Carta Pobla a 1244.
És aquest moment històric, Culla tenia un important castell, conegut com Castell de Culla, per la seua estratègica situació geogràfica i l'ampli territori que dominava. Per això es pot considerar que aquest castell és de l'època de la dominació àrab i, per tant, molt possiblement del segle xii.
Com va passar amb territoris i edificis d'altres localitats properes, amb el temps Culla va acabar pertanyent a l'Orde del Temple, al voltant de 1303, passant més tard, en entrar en crisi l'esmentada orde militar a l'Orde de Montesa.
Durant el segle xviii, el castell de Culla va perdre poder polític i administratiu. Durant les Guerres Carlines, Culla va ser un lloc de constant enfrontament el que fer malbé part del seu nucli antic. El més visible és la pèrdua del castell, el qual va quedar totalment destrossat, quedant tal com es contempla en l'actualitat.
La torre era sota el domini del castell de Culla, que era un dels castells més importants del nord de Castelló, construïda entre els segle xii i xiii, i des d'aquest lloc estratègic ampliava la capacitat de vigilància de la fortalesa de Culla.

## Descripció
La Torre guaita de Sant Cristòfol, actualment és en relatiu bon estat de conservació, possiblement a causa d'estar bastant allunyada del nucli poblacional. La planta de la torre és circular, i es va construir ambcarreus. Presenta un cert talús. Tot i que actualment està escapçada, a l'origen hi havia merlets. Malgrat la  deterioració, se'n pot albirar l'estructura.